# Thenopa diversa
Thenopa diversa là một loài bướm đêm trong họ Geometridae.